# Bertha Wegner-Zell
Bertha Wegner-Zell, geb. Zell (* 3. März 1850 in Bromberg (heute Bydgoszcz); † 8. Dezember 1927 in Berlin), war eine deutsche Schriftstellerin. Sie benutzte die Pseudonyme B. W. Zell und B. v. York.

## Leben
Ihren Vater, einen Nachkommen französischer Glaubensflüchtlinge, kannte Bertha Zell kaum, da er starb, als sie noch ein Kleinkind war. Sie besuchte die Schule in ihrer Geburtsstadt Bromberg. Nachdem sie mit 14 Jahren auch ihre Mutter verloren hatte, lebte sie kurzzeitig allein und fand schließlich Aufnahme bei entfernten Verwandten. Sie heiratete in jungen Jahren einen Bromberger Kaufmann und siedelte nach Berlin über. Nach ersten Veröffentlichungen von Novellen und Feuilletons in Zeitschriften begann sie, sich autodidaktisch weiterzubilden und begab sich auf Reisen. 1884 erschien ihr erstes Buch, der Novellenband Schaumperlen. Danach schrieb sie Romane, weitere kleine Novellen, Humoresken, Feuilletons und kritische Essays. Ihre Werke boten anspruchsvolle Unterhaltung und waren in einem leichten Erzählstil gehalten. Ab Mitte der 1890er Jahre galt ihr besonderes Interesse der Jugendliteratur. Im Auftrage des Verlegers A. Fischer, Leipzig, entstand das Anstandsbuch Lebenskunst. Der Verlag Carl Flemming, Glogau, beauftragte sie in der Nachfolge Thekla von Gumperts, die beliebten Jugendschriften Töchteralbum und Herzblättchens Zeitvertreib zu redigieren.

## Werke
- Schaumperlen. Novellen. Internationale Buchhandlung, Berlin 1884.
- Aus gährender Zeit. Zwei märkische Geschichten. Röder, Leipzig 1888.
- Um ein Abendbrot und zwei andere Novellen. Goldschmidt, Berlin 1893.
- Lebenskunst. Die Sitten der guten Gesellschaft auf sittlich ästhetischer Grundlage. Ein Ratgeber in allen Lebenslagen. Auf Anregung hervorragender Persönlichkeiten herausgegeben von B. von York. Fischer, Leipzig 1893.
- Moderne Junggesellen. Roman. Reissner, Leipzig 1893.
- Um ein Abendbrot und zwei andere Novellen. Goldschmidt, Berlin 1893.
- Frauengröße. Zeitbilder aus dem Leben edler Frauen. Fischer, Leipzig 1895.
- Fahrendes Volk. Ein Künstler-Roman. Neupert, Leipzig 1898.
- Lebende Bilder. Geschichten für die Jugend. Levy und Müller, Stuttgart 1906.
- Sonnige Tage. 7 Geschichten für die Jugend. Levy & Müller, Stuttgart 1914.
- Das grüne Haus am Rhein und andere heitere und ernste Erzählungen für junge Mädchen. Fock, Leipzig 1920.
- Neues Handbuch des guten Tons. Ein Ratgeber in allen Lebenslagen. Hesse & Becker, Leipzig 1920.
- In der Waldschule. Erzählung. Schriftenvertriebsanstalt, Berlin 1924.
- Die fünf Getreuen. Erzählung für reifere junge Mädchen. Enßlin & Laiblin, Reutlingen 1928.
- Im wilden Garten. Eine Jungmädchengeschichte. Enßlin & Laiblin, Reutlingen 1928.